# Saftpresser
En saftpresser er et køkkenudstyr som har henblik på at presse saften ud af frugter såvel som grøntsager.

## Typer
Saftpressere forekommer i forskellige udformninger.
De simpleste typer findes også under navnene citronpresser, citruspresser. Andre navne er juicer.
Den simpleste form er en pind med håndtag i den ende ende og en riflet knop i enden.
Denne type ses i for eksempel træ og rustfrit stål.
Simple saftpressere kan også bestå af en riflet knop med si og skål under hvor brugeren drejer og presser en saftig frugt nedover. Frugtkødet opsamles med sien og saften løber i skålen.
For Alessi designede Philippe Starck en saftpresser der går under navnet "Juicy Salif".
Saftpresseren er en højbenet trefod i aluminium.
En videreudvikling af den simple knopform er med elektromotor hvor brugere blot skal presse frugten ned på knoppen, mens elektromotoren drejer knoppen rundt.
Centrifugal-saftpressere roterer med høj hastighed.
Rotationshastigheden i konventionelle husholdningsapparater kan være fra 8.000 til 12.000 omdrejninger i minuttet.
Andre apparater presser saften ud med en forholdsvis langsomt roterende skrue i et rør.
Denne form går ofte under navnet slowjuicer.
Rotationshastigheden kan være omkring 80 omdrejninger i minuttet.
En blender anses nok sjældent for en saftpresser, men kan også lave saft.

## Undersøgelser
En videnskabelig undersøgelse af en centrifugal-saftpresser mod en slowjuicer til udvinding af tomatjuice fandt at slowjuiceren var bedst over en række parametre vurderet gennem laboratorieanalyser og panelvurderinger.
Slowjuiceren lavede tomatjuice med større udtræk, højere vitamin C-indhold, bedre farve og aroma.